# Poliedru flexibil

Poliedrul lui Steffen, cel mai simplu poliedru flexibil care nu se autointersectează

În geometrie un poliedru flexibil este un poliedru al cărui formă poate fi schimbată continuu, păstrând neschimbate formele tuturor fețelor sale. Teorema rigidității a lui Cauchy arată că în spațiul tridimensional un astfel de poliedru nu poate fi convex (acest lucru este valabil și în dimensiuni superioare).
Primele exemple de poliedre flexibile, numite acum octaedre Bricard, au fost descoperite de Raoul Bricard în 1897. Sunt suprafețe care se autointersectează izometric ale unui octaedru. Primul exemplu de poliedru flexibil care nu se autointersectează în {\displaystyle \mathbb {R} ^{3}}, sfera Connelly, a fost descoperit de Robert Connelly în 1977. Poliedrul lui Steffen este alt poliedru flexibil care nu se autointersectează derivat din octaedrul lui Bricard.

## Conjectura burdufului
La sfârșitul anilor 1970, Robert Connelly și Denis Sullivan au formulat „conjectura burdufului” afirmând că volumul unui poliedru flexibil este invariant⁠(d) la flexare. Această conjectură a fost demonstrată pentru poliedre homeomorfe⁠(d) cu o sferă de către Sabitov folosind teoria eliminării, iar apoi s-a demonstrat pentru suprafețe poliedrice bidimensionale generale orientabile. Demonstrația extinde formula lui Piero della Francesca pentru volumul unui tetraedru la o formulă pentru volumul oricărui poliedru. Formula extinsă arată că volumul trebuie să fie o rădăcină a unui polinom ai cărui coeficienți depind doar de lungimile laturilor poliedrului. Deoarece lungimile laturilor nu se pot schimba pe măsură ce poliedrul se flexează, volumul trebuie să rămână una dintre rădăcinile finite ale polinomului.

## Congruență prin divizare
Connelly a conjecturat că invariantul Dehn⁠(d) al unui poliedru flexibil este invariant la flexare. Aceasta a fost cunoscută sub numele de „conjectura tare a burdufului” sau (după ce a fost demonstrată în 2018) „teorema tare a burdufului”. Deoarece toate configurațiile unui poliedru flexibil au atât același volum, cât și același invariant Dehn, ele sunt congruente una cu cealaltă în urma divizării, ceea ce înseamnă că pentru oricare dintre aceste configurații este posibilă divizarea uneia dintre ele în bucăți poliedrice care pot fi reasamblate pentru a o forma pe cealaltă. Curbarea totală a unui poliedru flexibil, definită ca suma produselor lungimii muchiilor cu unghiurile diedrice exterioare, este o funcție a invariantului Dehn despre care se știe că rămâne constantă în timp ce poliedrul este flexat.

## Generalizări
4-politopuri flexibile în spațiul euclidian cvadridimensional și spațiul hiperbolic tridimensional au fost studiate de către Hellmuth Stachel în 2000. Pentru {\displaystyle n\geq 5} dimensiuni, politopuri flexibile au fost construite de Gaifullin în 2014.